# Klaus Pudelko
Klaus Pudelko (26 november 1948) is een Duits voormalig voetballer die als doelman fungeerde. Hij was lange tijd actief in de Belgische Eerste klasse bij Thor Waterschei.
Pudelko begon zijn carrière bij amateurvoetbalploeg Reydter SV en werd in 1969 getransfereerd naar FK 03 Pirmasens dat in de Duitse Regionalliga uitkwam. Vanaf 1974 kwam de club uit in de 2. Bundesliga en Pudelko bleef er doelman tot in 1977. In totaal speelde hij tussen 1974 en 1977 nog 105 wedstrijden in de 2. Bundesliga.
In 1977 ging hij naar de Belgische toenmalig Tweedeklasser Thor Waterschei en dwong er gelijk de promotie naar de Eerste klasse af. Van 1978 tot 1986 speelde hij er 237 wedstrijden in de Eerste klasse. Het hoogtepunt in zijn carrière was het behalen van de halve finale in de Europacup II 1982/83, na winst tegen Paris Saint-Germain FC. De halve finale ging verloren tegen de latere winnaar Aberdeen FC.
Tot 1988 speelde Pudelko bij het Duitse VfB Übach-Palenberg maar kon niet verhinderen dat de ploeg dat jaar degradeerde. Hij besloot zijn carrière als doelman bij de Belgische provinciale voetbalploeg Genker VV.